# Samsung Galaxy S4
De Samsung Galaxy S4 (ook wel Samsung Galaxy S IV of SGS4) is een smartphone van het Zuid-Koreaanse bedrijf Samsung. Het toestel werd op 14 maart 2013 in New York gepresenteerd en was het bedrijfsvlaggenschip van 2013, als opvolger van de Samsung Galaxy S III. De telefoon kwam in het tweede kwartaal van 2013 in Nederland uit en ondersteunt onder andere Nederlandse 4G-netwerken. Nadat de Galaxy S IV werd tentoongesteld, daalde de koerswaarde van Samsung met 2,5% mede door het niet revolutionaire ontwerp van de telefoon. Van de smartphone zijn er inmiddels verschillende varianten verschenen, zoals een waterdichte en kleinere-versie.

## Design
De behuizing van de smartphone is gemaakt van polycarbonaat, net zoals die van zijn voorganger. Alleen dit keer is de achterkant bewerkt in een patroon van kleine stippen. De randen naast het scherm zijn zo dun geworden, dat de telefoon zelfs minder breed is terwijl er nu een juist groter scherm in het apparaat zit. De hoeken zijn wat rechter gemaakt. Boven het scherm zitten de voorste camera, bewegings- en lichtsensoren en het Samsung-logo. Onder scherm bevinden zich drie knoppen: een capacitieve menuknop, een fysieke thuisknop en een capacitieve terugknop. De achterkant bevat nog een Samsung-logo, een camera, een flitser en twee rechte lijntjes die de speaker moeten voorstellen. Op de zijkanten bevinden zich de volumeknoppen en de aan-uitknop. De telefoon heeft een dikte van 7,9 mm. De S4 komt uit in twee kleuren: vrieswit en mistzwart.

## Hardware

### Scherm
De smartphone heeft een schermdiameter van 12,7 cm (4,99 inch) en valt daarmee in de phablet-categorie. Het aantal pixels op het scherm bedraagt 1920 × 1080, wat uitkomt op 441 pixels per inch. De smartphone beschikt over een aanraakscherm van het type HD Super Amoled, door dit type worden kleuren volgens de fabrikant levendiger weergegeven, maar Samsung heeft op de telefoon een optie staan om de kleuren wat realistischer over te laten komen. Het scherm krijgt protectie met Corning Gorilla Glass 3, hierdoor zou het scherm krasbestendiger moeten worden. Het scherm kan met handschoenen bediend worden mits de telefoon in een bepaalde stand wordt gezet.

### Processor en geheugen
De SGS4 bestaat uit twee varianten. De eerste variant heeft een octacore-processor, dit is de eerste telefoon ter wereld met een processor van acht kernen. De door Samsung zelf gemaakte Exynos-processor is gebaseerd op het big.LITTLE-concept van ARM en bestaat uit twee quadcore-chips en ondersteunt 4G op alle frequentiebanden. De eerste kern is geklokt op 1,6 GHz en de tweede op 1,2 GHz, dit om de batterij van de smartphone ten goede te laten komen. De tweede variant, die in Nederland en België zal worden uitgebracht, heeft een door Qualcomm ontworpen quadcore-processor van type Snapdragon 600. Deze chip is geklokt op 1,9 GHz. Het werkgeheugen bedraagt 2 GB RAM. Het opslaggeheugen is er in versies van 16, 32 en 64 GB. Daarnaast is het opslaggeheugen nog uit te breiden via een microSD-kaart tot een maximum van 64 GB. Nadat het toestel net was uitgebracht, kwamen er veel klachten over de 16GB-versie, die niet werkelijk 16 GB beschikte, maar over 9 GB. De vele nieuwe functies en de ondersteuning van scherm zouden volgens Samsung de oorzaak zijn.

### Camera

#### Achter
De S4 heeft twee camera's, waarvan de achterste de krachtigste is. De sensor bevat 13 megapixels en dat is aanzienlijk meer dan de 8 megapixel waar zijn voorganger over beschikt. De camera beschikt over auto-focus, gezichtsherkenning en HEVC. De camera maakt Full-HD-video's (1080p) op 30 frames per seconde.

#### Voor
De voorste camera beschikt over 2 megapixels. Deze camera wordt meestal gebruikt om videogesprekken te houden. Samsung heeft daar meerdere functies aan toegevoegd, zoals Smart Scroll, Smart Pause en DualShot.

## Software

### Interface
De Galaxy S4 beschikt over het Android-besturingssysteem van het Amerikaanse bedrijf Google. Het toestel draait op versie 4.2.2, een van de eerste telefoons die daar standaard op draait. Net zoals vele andere bedrijven, legt Samsung over het besturingssysteem zijn eigen grafische schil heen, het TouchWiz UI. Er zijn een aantal veranderingen aan de gebruikersomgeving gemaakt, zo is o.a. de zwarte balk aan de bovenkant van het scherm weggehaald en wordt informatie zoals de tijd en het batterijpercentage op de achtergrond weergegeven. Ook is het vergrendelingsscherm veranderd, nu worden er lichteffecten weergegeven in plaats van een plas water. Tevens wordt standaard gebruikgemaakt van SwiftKey, een van de populairste toetsenborden in Google Play.

### Camera
De meeste nieuwe functies hebben met de camera te maken, waarvan zijn interface ook op de schop is genomen.

#### DualShot
Deze optie laat de gebruiker met allebei de camera's een foto maken, om deze dan met elkaar te combineren. Als men bijvoorbeeld met de achterste camera een foto maakt van een geldbiljet en met de voorste camera een foto maakt van de gebruikers eigen gezicht, kunnen deze twee samengevoegd worden zodat het lijkt alsof de gebruiker op het biljet staat. Deze functie is ook te vinden op de LG Optimus G Pro.

#### Drama Shot
Drama Shot is een functie waarmee een stapel van 9 foto's wordt gemaakt en ze vervolgens combineert in één afbeelding. In vier seconden kunnen wel tot honderd foto's worden gemaakt.

#### Cinema Photo
Met deze functionaliteit kan men geanimeerde GIF's maken waarvan een deel van de afbeelding beweegt en het andere deel stil blijft staan. Deze functie is ook te vinden als Cinemagraph in de Nokia Lumia-reeks.

#### Shoot & Sound
Met Shoot & Sound kan een geluidsopname worden gekozen of gemaakt en die vervolgens bij een foto toevoegen. Het is niet mogelijk om jpg-bestanden te gebruiken.

#### Story Album
Story Album verzamelt data over een bepaalde gebeurtenis. Hier wordt o.a. informatie van foto's, video's, het weer en Facebook voor verzameld. De ondersteuning voor deze applicatie wordt niet wijdverspreid ondersteund.

### Overige features
Daarnaast zijn er nog diverse andere functionaliteiten bijgekomen. Eye Scroll is een functie waarbij de voorste camera registreert waar de gebruiker naar het scherm kijkt en ziet wanneer diegene bij een tekst aan het einde is gekomen. Dan scrolt de telefoon verder zodat de gebruiker verder kan gaan met lezen. Eye Pause zorgt voor het pauzeren van een video als de kijker met zijn ogen wegtrekt van het beeld.
Ook is er "Air Gestures". Hierdoor kan de gebruiker het toestel besturen door middel van handgebaren. Het werkt via de nieuwe IR-sensor en werkt voornamelijk in de standaardapplicaties, zoals de webbrowser, muziekspeler en de telefoon-app. Applicaties van derden moeten de functie wel ondersteunen; anders werkt deze niet.
S Translator is ook een nieuwe applicatie op de telefoon. Het is een door Samsung zelf ontwikkelde vertaaldienst, vergelijkbaar met Google Translate. Zo kunnen er getypte teksten automatisch vertaald worden, maar gebruikers kunnen ook teksten inspreken en de vertaling weer laten uitspreken.
De Galaxy S4 wordt standaard geleverd met Samsung Knox, een nieuwe beveiligingsdienst. Deze applicatie kan werk- en privégedeelten van de telefoon privé houden, zodat bijvoorbeeld gevoelige zakelijke informatie niet kan worden gelekt als er malware op het toestel terechtkomt. Dit is vergelijkbaar met BlackBerry Balans van fabrikant BlackBerry.
De Samsung Galaxy S 4 beschikt overigens niet over een ingebouwde FM-radio.

### Rooting
Na de introductie van de Galaxy S4 werd bekend dat CyanogenMod, een ontwikkelaarsgroep die zich bezighoudt met telefoons hacken, de smartphone niet zullen gaan rooten (het openbaren van de kernel), vanwege het feit dat Samsung extra beveiligingssoftware in het apparaat heeft gestopt. Desondanks is het bij verscheidene hackers wel gelukt om de S4 te "rooten".

## Varianten
Vanwege het succes van de Samsung Galaxy S4, is er van de telefoon een aantal verschillende versies van gemaakt, om op verschillende marktsegmenten te kunnen handelen.

### Google Edition
Op het Google I/O werd er een speciale versie van de Galaxy S4 geïntroduceerd. Deze versie had alleen de standaard Android-versie geladen, zonder alle toegevoegde software van Samsung. De telefoon wordt via de Amerikaanse site van Google Play verkocht. In navolging van de Samsung Galaxy S4 GE, maakten ook HTC en Sony een Google-versie van hun vlaggenschip.

### Samsung Galaxy S4 Mini
De Samsung Galaxy S4 Mini is de kleinere versie van de S4. Het heeft, net als de Galaxy S3 Mini, minder goede specififcaties dan zijn grotere broer. Zo heeft de telefoon een kleiner en onscherper scherm (4,3 inch, 960 × 540). De Snapdragon 400-processor van 1,6 GHz en de 1900mAh-batterij zijn eveneens van iets mindere kwaliteit. Wel is de telefoon met 107 gram lichter en dankzij het kleinere scherm is de smartphone ook compacter. De telefoon werd op 31 mei 2013 aangekondigd en werd in juli dat jaar uitgebracht in de kleuren zwart en wit.

### Samsung Galaxy S4 Active
In navolging van de Sony Xperia Z, heeft Samsung een stof- en waterdichte variant van de S4 gemaakt. Het betreft een mobiel met een IP57-certificaat, wat inhoudt dat het toestel in 1 meter diep water een half uur onder water kan blijven. Het toestel is qua interne specificaties , op het scherm na, wat een TFT scherm is in plaats van een amoled scherm, gelijk aan de oorspronkelijke. De buitenkant daarentegen is voorzien van fysieke knoppen en poorten die waterbestendig zijn. De telefoon komt uit in de kleuren grijs, blauw en oranje.

### Samsung Galaxy S4 Zoom
Samsung heeft ook een variant van de S4 gemaakt met een betere camera, de S4 Zoom. De camera beschikt over 16 megapixels, autofocus, HDR, een aparte cameraknop en een Xenon-flitser. In tegenstelling tot de Galaxy Camera en de standaard S4, heeft de S4 Zoom een kleiner en onscherper scherm van 4,3 inch groot en een minder goede processor met twee kernen van 1,5 GHz.

## Galerij

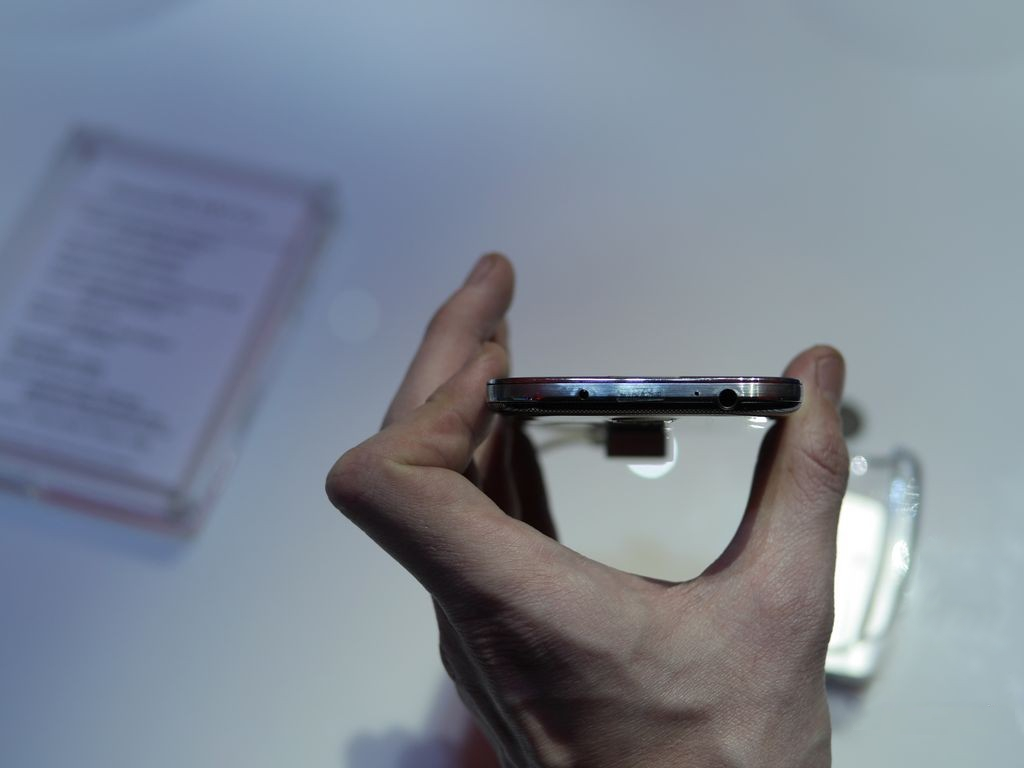
Dikte
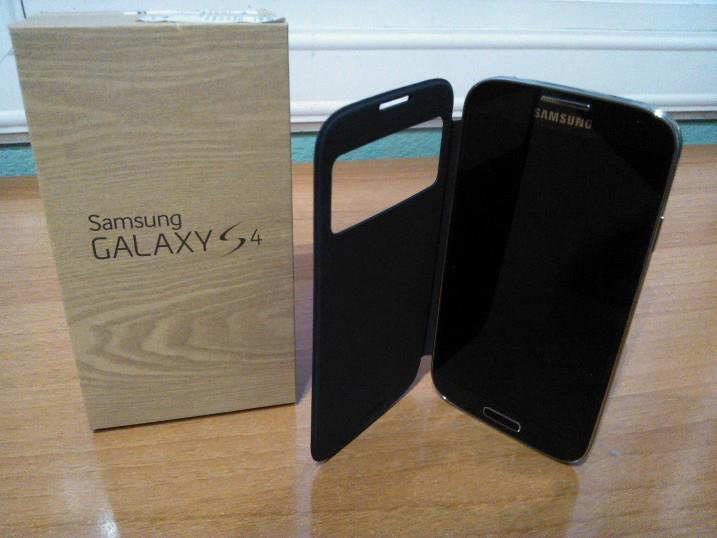
Galaxy S4 met S View Cover